# Торопець
Торо́пець — місто (з 1074) в Росії, адміністративний центр Торопецького району Тверської області.
Місто розташовано на заході Валдайської височини за 263 км на захід від Твері, на річці Торопа, що протікає в межах міста через озера Солом'яне та Заліковське. Залізнична станція на лінії Бологоє — Великі Луки. На південь від міста проходить автодорога «Балтія», а також залізниця Москва — Рига (станція Стара Торопа, розташована в однойменному селищі міського типу), які забезпечують зв'язок міста зі столицею.

## Історія

### Середні віки
Першу згадку міста в літописах відносять до 1074 (при цьому в літописному тексті говориться про торопечанена преподобного Ісаака Печерського). Саме ж місто вперше згадується в документах у 1168 році як центр самостійного Торопецького князівства (в центрі міста збереглися стародавні вали, що належать до XII століття, насипані, по всій ймовірності, першим Торопецьким князем Мстиславом Ростиславичем Хоробрим — сином смоленського князя Ростислава). Князівство було невеликим та знаходилося між річкою Торопою та верхньою течією Західної Двіни, межуючи із землями смоленськими, новгородськими та полоцькими. Через місто проходив знаменитий шлях із варяг у греки. Після смерті Мстислава Ростиславича князювання перейшло до його сина — Мстислава Мстиславича.
Пізніше Мстислав Удатний передав Торопецький стіл братові — Давиду Мстиславичу. На початку 1212 Торопецке військо Давида разом зі військами псковського князя Всеволода Мстиславича брали участь у поході Мстислава Удатного (займав тоді новгородський стіл) в Північну Естонію, внаслідок чого ести були обкладені даниною.
З XIII століття посилюється натиск литовців на Торопець. Так, у 1225 напад литовських князів було відбито спільними зусиллями військами Давида Мстиславича та новгородського князя Ярослава Всеволодовича, але в 1226 Давид загинув у бою з литовцями поблизу Усвята — міста на сході Полоцької землі. У 1245 мало місце найбільше вторгнення литовців в заліські землі; вони захопили Торопець та розорили його, але новгородське військо Олександра Невського відбило місто, а потім у двох жорстоких битвах — біля Жіжеця на північ від Смоленська та Усвята) — вщент розбило литовців (для Олександра Невського Торопець був значимий ще й тому, що саме в ньому в 1239 році відбулося весілля князя з Олександрою, дочкою полоцького князя Брячислава) .
У 1362 Торопець все ж був зайнятий литовським князем Ольгердом та увійшов до складу Великого князівства Литовського.
9 серпня 1500 під час московсько-литовської війни 1500—1503 рр.. війська московського полководця, новгородського намісника Андрія Челядніна взяли Торопець; за укладеним 25 березня 1503 Благовіщенським перемир'ям, що завершило війну, Торопець та 18 інших порубіжних міст відійшли до Московії. У 1580 під час Лівонської війни Торопець піддався облозі з боку війська польського короля Стефана Баторія, яка не досягла, втім, успіху, і в 1582 місто відповідно до підсумками Ям-Запольської угоди між Польщею та Москвою залишився за москвинами.

### Новий та новітній час
На початку XVII століття, в роки Смути, Торопець був узятий та розорений поляками. 1609 року поляки в результати битви під Торопцем були вигнані, але вже у 1617 році Торопець став мішенню нападу українських козаків.
У XVI—XVII століттях зростає роль Торопця як значного торговельно-ремісничого центру на західних рубежах московської держави. З XVIII століття тут активно розвивалося шкіряне ремесло. З 1708 місто увійшло до складу Інгерманландскої губернії (з 1710 року Санкт-Петербурзької), з 1719 року входить до Великолуцької провінції Петербурзької губернії, з 1727 року — у Великолуцькій провінції Новгородської губернії. З 1777 отримав статус повітового міста Псковської губернії.
У 1897 році в Торопці проживало 7556 осіб (90 % православних і 8 % євреїв, решта — католики, лютерани та старообрядці). Було 18 церков і 1527 житлових будівель, 28 заводів та фабрик. Після будівництва в 1905—1907 роках Торопецької ділянки залізниці Бологоє — Полоцьк Торопець став центром торгівлі лісоматеріалами.
28 — 30 жовтня (10 — 12 листопада) 1917 року в Торопці було встановлено  Радянську владу.
З 1935 року Торопець числиться у складі Калінінської області РРФСР. З 29 серпня 1941 по 21 січня 1942 був зайнятий німецькими військами. У квітні 1962 Торопцю було присвоєно статус міста обласного підпорядкування, але вже у 1965 році Торопець знову став містом районного значення.
18 вересня 2024 року українські дрони уразили 107-й арсенал боєприпасів, ракет та вибухових речовин ГРАУ МО РФ біля Торопця.

## Етимологія
Назва міста — по розташуванню на річці Торопа (в ранні роки Торопіца). У свою чергу, походження цього гідроніма пов'язують з російським Тороп «поспішність», що походить від високої швидкості течії річки біля порога перед впаданням в Західну Двіну.[уточнити] [неякісне джерело]

## Населення
У різні роки населення міста становило:
| Рік                  | 1856 | 1897 | 1926 | 1939 | 1959 | 1970 | 1979 | 1989 | 2000 | 2005 | 2009 | 2011 | 2018 |
| -------------------- | ---- | ---- | ---- | ---- | ---- | ---- | ---- | ---- | ---- | ---- | ---- | ---- | ---- |
| Населення, тис. жит. | 6,0  | 7,5  | 9,7  | 12,9 | 15,2 | 16,9 | 17,3 | 17,5 | 16,8 | 14,3 | 13,2 | 12,9 | 12,0 |

## Економіка
У місті є швейна та взуттєва фабрики, ливарно-механічний завод. Харчова промисловість представлена м'ясокомбінатом. Працює підприємство з випуску одноразового посуду та товарів з поліетилену. Працює ліспромгосп.
Також тут знаходться 107-й арсенал головного ракетно-артилерійського управління РФ.

## Культура
У місті функціонують центральна районна лікарня та поліклініка. Освітня сфера представлена такими установами як Торопецький технікум, представництво Московського гуманітарно-економічного інституту, працює ряд загальноосвітніх шкіл, дитячо-юнацька спортивна школа. діє краєзнавчий музей, центральна та дитяча бібліотеки.

## Пам'ятки

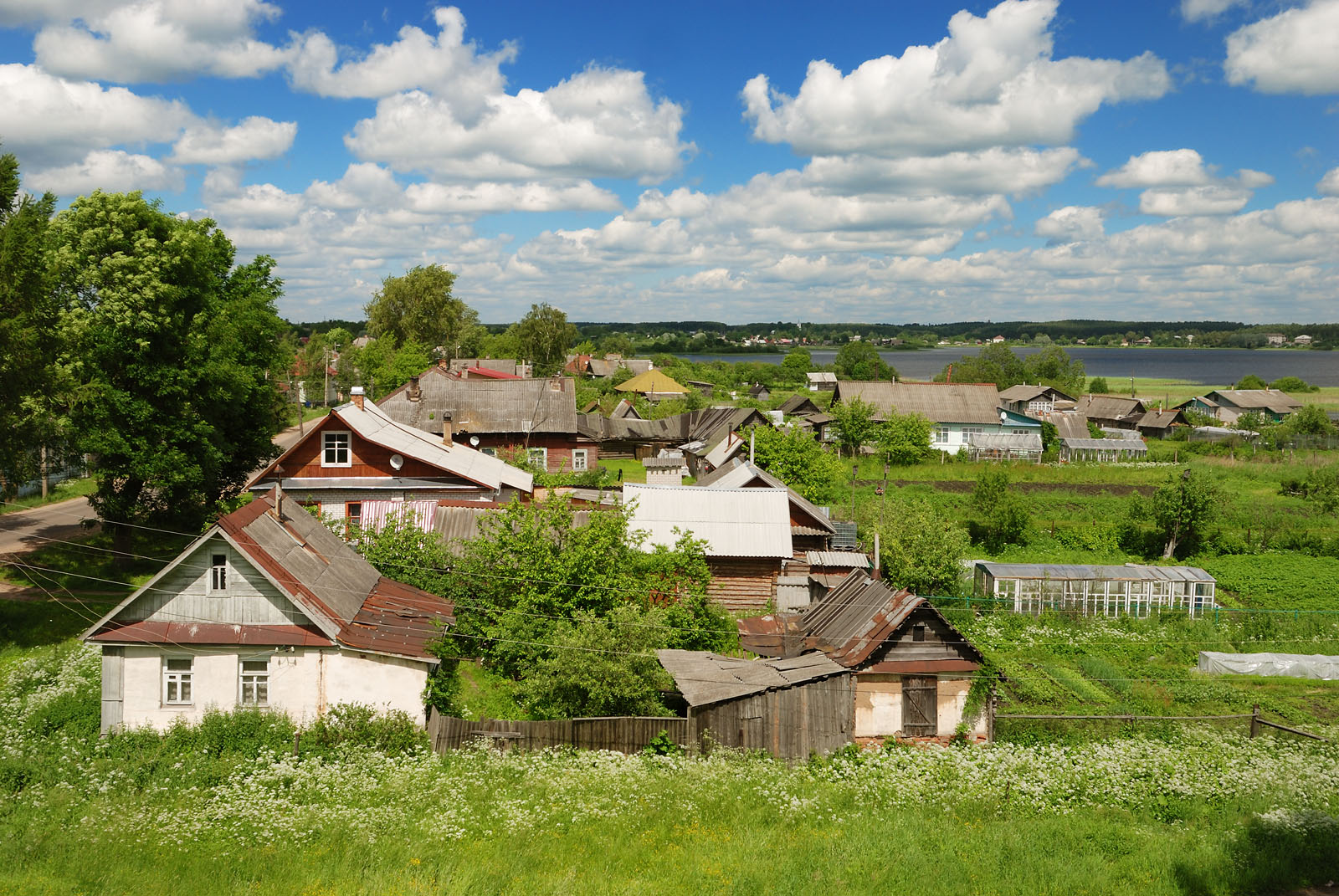
Панорама околиць Торопця з валів городища

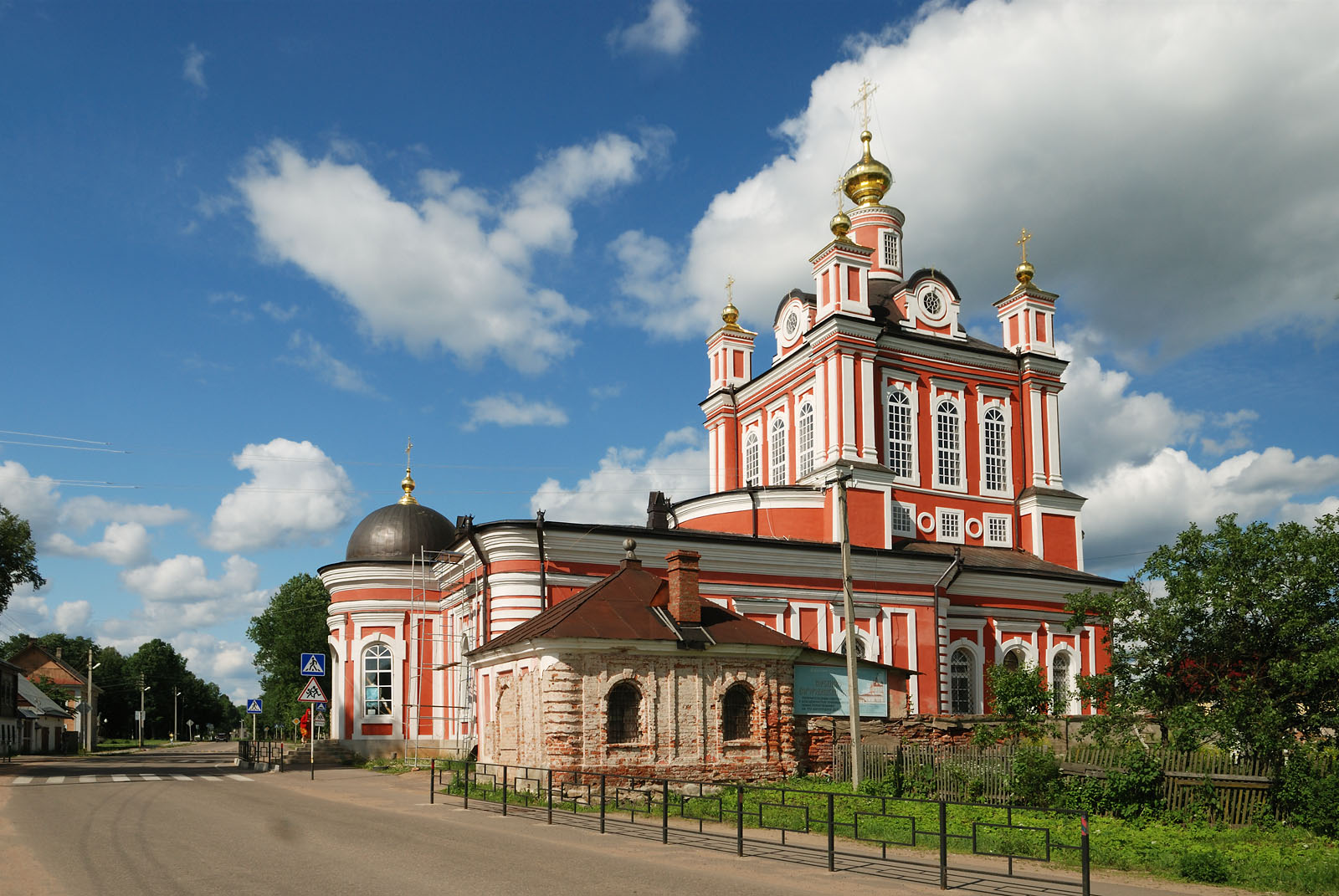
Корсунсько-Богородицький собор

Багате історичне минуле міста залишило чималу спадщину. На території Торопця знаходиться 41 пам'ятник культури загальноросійського значення та більше 50 пам'яток культури регіонального значення. У південній частині міста досі височіють вали Високого Малого городища, на мисі при виході річки Торопа з озера Соломено, лежить Велике Старе городище.
Серед архітектурних пам'ятників міста виділяється нещодавно відреставрований Корсунсько-Богородицький собор (1795—1804).
Також варті уваги комплекс колишнього Троїцького Небіна монастиря (XVII—XVIII століття), заснованого у 1592 році та церкви — Нікольська (1666-69) (Свято-Тихоновський монастир), Казанська (1698—1765), Іоанна Предтечі (1703), Богоявленська (1764), Покровська (1777), Спасо-Преображенська (1706). Представляють інтерес житлові будинки середини XVIII — першої половини XIX століть.
На вулиці Радянській, навпроти Торопецької середньої школи № 1, встановлено перший в Росії пам'ятник Учителю.

## Відомі жителі
- Кузьмін Роман Володимирович (1977—2016) — старший сержант Збройних сил України, учасник російсько-української війни.
- Петро Рікорд (народився 29 січня 1776 в Торопці) — російський адмірал, голова Камчатської області[19].
- Тихон — Патріарх Московський та всієї Русі, в дитинстві жив в Торопці, навчався в Торопецькому духовному училищі;
- Ісаак Презент — радянський вчений та педагог, народився в Торопці 15 (27) вересня 1902 року.
- Альєс Михайло Юрійович (* 1956) — радянський вчений-механік.